# Сан-Гонсалу-ду-Риу-Абайшу
Сан-Гонсалу-ду-Риу-Абайшу (порт. São Gonçalo do Rio Abaixo) — муниципалитет в Бразилии, входит в штат Минас-Жерайс. Составная часть мезорегиона Агломерация Белу-Оризонти. Входит в экономико-статистический микрорегион Итабира. Население составляет 9238 человек на 2007 год. Занимает площадь 365,7 км². Плотность населения — 25,26 чел./км².
Праздник города — 11 февраля.

## История
Город основан 1 марта 1962 года.

## Статистика
- Валовой внутренний продукт на 2003 год составляет 36 746 559,00 реалов (данные: Бразильский институт географии и статистики).
- Валовой внутренний продукт на душу населения на 2003 год составляет 4313,99 реалов (данные: Бразильский институт географии и статистики).
- Индекс развития человеческого потенциала на 2000 год составляет 0,702 (данные: Программа развития ООН).

## География
Климат местности: горный тропический. В соответствии с классификацией Кёппена, климат относится к категории TA.